# Krišjānis Suntažs
Krišjānis Suntažs (ur. 19 grudnia 2000) – łotewski lekkoatleta specjalizujący się w rzucie oszczepem. 
Finalista mistrzostw świata juniorów młodszych w 2017 roku w Nairobi. Wicemistrz Europy U20 z 2019 roku. 
Rekord życiowy: 79,23 (21 lipca 2019, Borås). 

## Osiągnięcia
| Rok  | Impreza                               | Miejsce | Pozycja           | Wynik              |
| ---- | ------------------------------------- | ------- | ----------------- | ------------------ |
| 2017 | Mistrzostwa świata juniorów młodszych | Nairobi | 8. miejsce        | 66,90 (700 gramów) |
| 2018 | Mistrzostwa świata U20                | Tampere | el. – 20. miejsce | 66,69              |
| 2019 | Mistrzostwa Europy U20                | Borås   | 2. miejsce        | 79,23              |